# Christine Amor
Christine Amor (* 1952 in Brisbane, Queensland, Australien) ist eine australische Schauspielerin, die vor allem im Fernsehen arbeitet.
Sie spielt meistens Gastrollen in verschiedenen Fernsehserien. Außerdem spielte sie in Filmen, wie
Alvin Purple, Petersen, Snapshot.
Frühe Fernsehrollen waren Auftritte in Matlock Police, Division 4, Certain Women, Bellbird, Chopper Squad, Young Ramsay, Glenview High.
Vor allem wurde Amor durch ihre Rolle der Jean Vernon in der Seifenoper Prisoner bekannt.
Sie spielte später eine reguläre Rolle in der zweiten Staffel der australischen Version der britischen Sitcom Are You Being Served?.
Ein weiteres Projekt war die Serie Carson's Law.
Von 2001 bis 2002 spielte sie die Rolle der Mayor Buxton in der Fernsehserie Cybergirl.
Von 2006 bis 2007 spielte Christine Amor die Rolle der Louise Chatham in der Fernsehserie H2O – Plötzlich Meerjungfrau.

## Filmografie (Auswahl)
- 1973: Ryan (Fernsehserie, 1 Folge)
- 1977: Rolling High – Kohle, Koks und heiße Kurven (High Rolling)
- 1979: Der Tag nach Halloween (Snapshot)
- 1981: Die Sullivans (The Sullivans, Fernsehserie, 6 Folgen)
- 1981: Are You Being Served? (Fernsehserie, 8 Folgen)
- 1983: Home (Fernsehserie, 6 Folgen)
- 1988: Prisoner of Zenda (nur Stimme)
- 1996: Flippers neue Abenteuer (Flipper, Fernsehserie, 2 Folgen)
- 2000–2001: Cy – das Mädchen aus dem All (CyberGirl, Fernsehserie, 11 Folgen)
- 2006: H2O – Plötzlich Meerjungfrau (H2O: Just Add Water, Fernsehserie, 6 Folgen)
- 2009: East of Everything (Fernsehserie, 2 Folgen)
- 2021: Sit. Stay. Love. (Fernsehfilm)